# Ayuela
Ayuela – gmina w Hiszpanii, w prowincji Palencia, w Kastylii i León, o powierzchni 19,75 km². W 2011 roku gmina liczyła 61 mieszkańców.